# Рамбюр, Шарль де
Сир Шарль де Рамбюр (фр. Charles de Rambures; ум. 13 января 1633, Париж), по прозвищу Храбрый Рамбюр — французский генерал.

## Биография
Сын Жана IV, сира де Рамбюра, и Клод де Бурбон. Государственный советник, капитан роты пятидесяти тяжеловооруженных всадников. 7 декабря 1593 произвел раздел владений с братьями и сестрами.
Командовал ротой шеволежеров в войне Генриха IV с Католической лигой, был ранен в битве при Иври и при снятии осады Амьена.
11 апреля 1612, после смерти своего шурина маркиза де Баланьи, получил пехотный полк (позднее Буажелена), которым командовал в войсках маршала Буадофена при осаде Крея в Гиени в 1615 и 1616 годах, при осаде Перонны (1616), в Шампани против герцога Неверского (1617), в Шампанской армии (1619).
31 декабря 1619 был пожалован в рыцари орденов короля. В 1620 году командовал полком при атаке укреплений Пон-де-Се, в 1621-м при осадах Сен-Жан-д’Анжели, Клерака и Монтобана, в 1622-м при осаде Сент-Антонена.
Кампмаршал (19.03.1625), в 1625—1626 годах служил в Пикардии под командованием маршалов Шона и Лафорса.
В мае 1627 передал полк своему брату и 25 мая был назначен губернатором Дуллана и Ле-Кротуа. Был вынужден ампутировать руку из-за последствий ранений, полученных под Иври и Амьеном, и через несколько дней умер в Париже.

## Семья

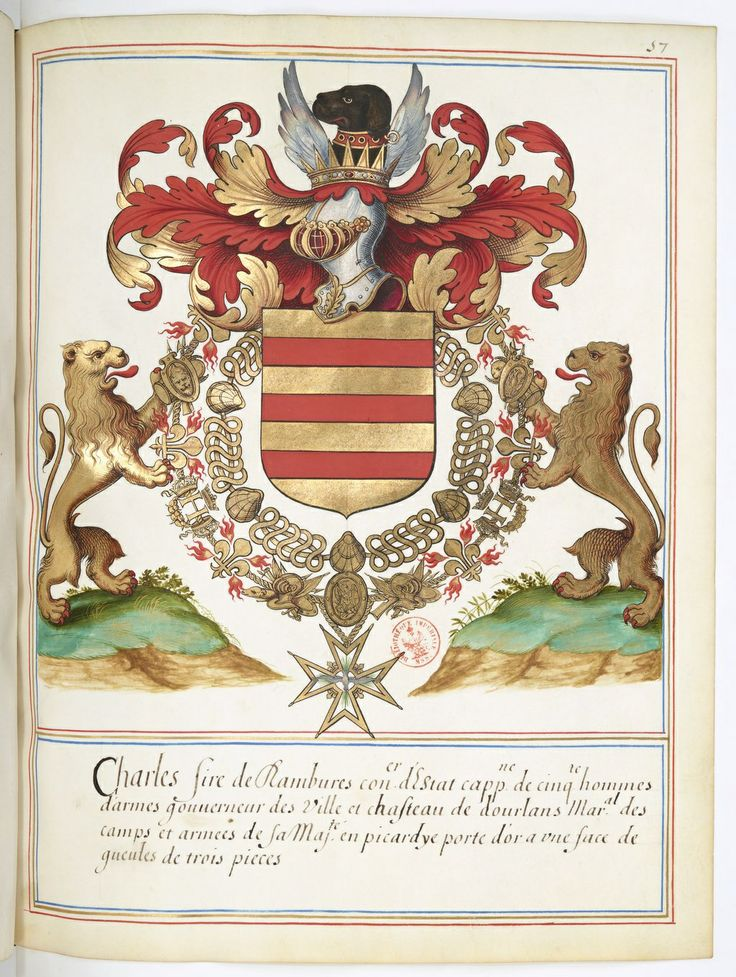
Герб Шарля де Рамбюра

1-я жена: Мари де Монлюк-Баланьи, дочь Жана де Монлюка, сеньора де Баланьи, маршала Франции, и Рене де Клермон, дамы д'Амбуаз
Дети:
- Франсуа, ум. в 8 лет
- Жан V (ум. 1637), сир де Рамбюр, кампмаршал
- Филипп-Александр, ум. в 7 лет
- Шарль, ум. ребенком
- Клод, ум. ребенком

2-я жена (контракт 14.12.1620): Рене де Буленвилье, дама де Куртене, шателен Водрёя, единственная дочь и наследница Антуана де Буленвилье, графа де Куртене, и Жанны-Катрин де Вьёпон
Дети:
- Шарль (ум. 11.05.1671), маркиз де Рамбюр и Куртене. Жена (5.04.1656): Мари Ботрю (ум. 10.03.1683), дочь Никола Ботрю, графа де Ножана
- Франсуа (ум. 1642), сеньор де Рамбюр, кампмейстер полка Рамбюра, которым командовал в битве при Онкуре, где был убит
- Рене (ок. 1626—03.1656), маркиз де Рамбюр, кампмаршал
- Шарлотта. Муж (03.1645): Франсуа де Ларош, маркиз де Фонтениль
- Рене-Франсуаза, монахиня в Бетанкуре